# Засядкович, Игорь Фёдорович
Игорь Фёдорович Засядкович (укр. Ігор Федорович Засядкович; род. 13 декабря 1962, Новокузнецк, Кемеровская область) — советский и украинский дзюдоист-паралимпиец; Мастер спорта СССР (1987), Заслуженный мастер спорта Украины (2005).

## Биография
Родился 13 декабря 1962 года в городе Новокузнецке Кемеровской области.
Окончил среднюю школу, переехал на Украину. Выступает за спортивное общество «Колос» и клуб «Богатырь» (Львов) в весовой категории до 60 кг. Тренерируется у А. Н. Бавшина.
В 2004 году Игорь Засядкович был награждён орденом «За заслуги» III степени. В 2006 году был удостоен стипендии Кабинета Министров Украины.

## Спортивные достижения
Был бронзовым призёром XII Паралимпийских игр в Афинах (2004), а также бронзовым (Канада, 2003) и серебряным (Бразилия, 2007) призёром чемпионата мира. Победитель (Нидерланды, 2005) и трижды бронзовый призёр (Азербайджан, 2007; Венгрия, 2009 и Англия, 2011) первенств Европы; серебряный призёр Кубка мира (Бразилия, 2005). Был участником Паралимпийских игр 2008 года в Пекине.